# Mont Pilchuck
Le mont Pilchuck est une montagne située dans le comté de Snohomish, dans l'État de Washington, aux États-Unis. Elle est située à 60 km au nord-est de Seattle et fait partie de la chaîne des Cascades.

## Toponymie
Le nom lushootseed de la montagne est bəlalgʷa.

## Géographie
Le mont Pilchuck est situé dans le Mount Pilchuck State Park (en), et la zone entourant la montagne, y compris le départ de sentier, se trouve dans la forêt nationale du mont Baker-Snoqualmie.

## Activités

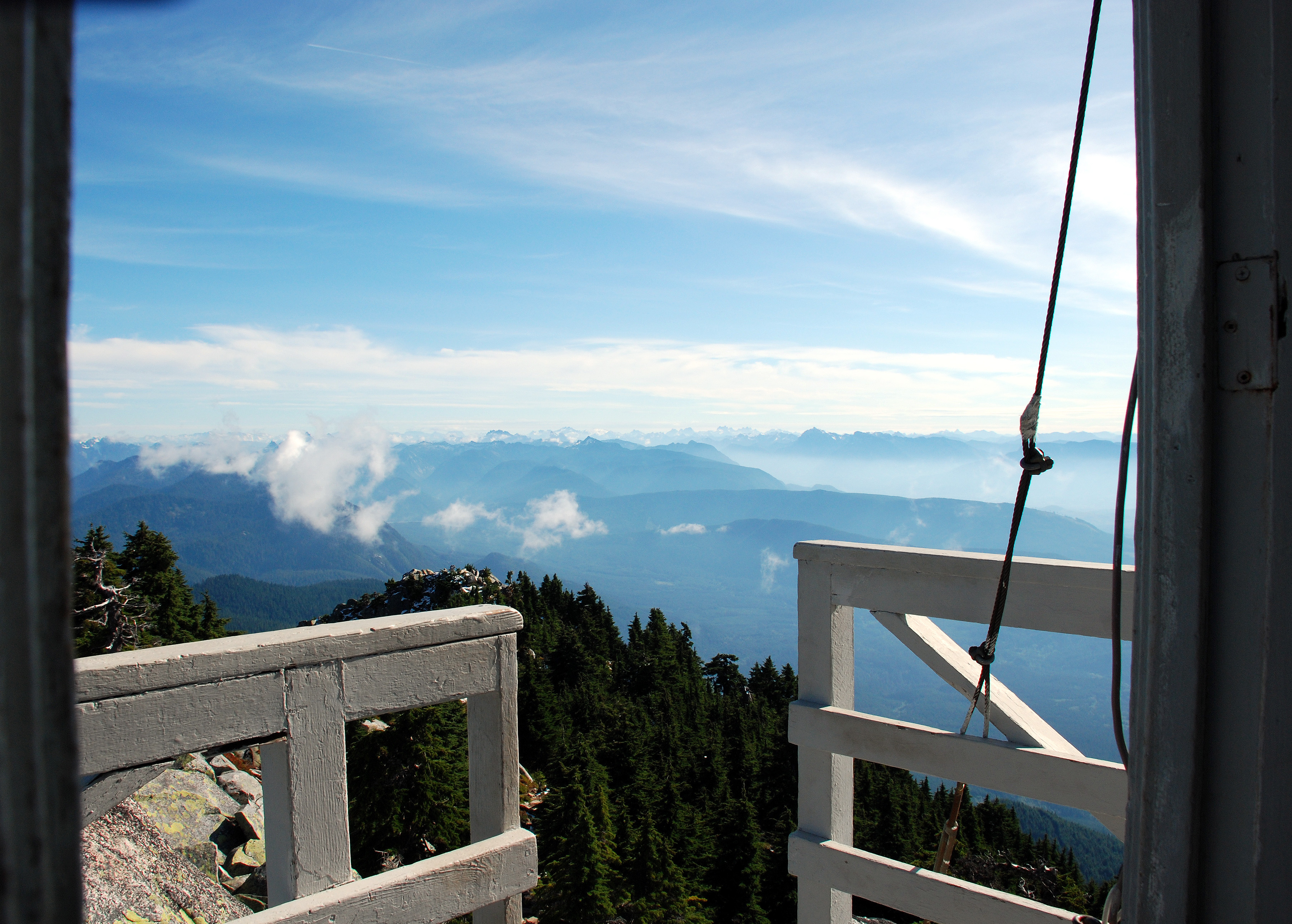
Vue depuis la tour de guet du mont Pilchuck.

Au sommet du mont Pilchuck se trouve une ancienne tour de guet d'incendie, maintenant utilisée comme abri pour les randonneurs. Cet ancien belvédère est entretenu conjointement par le Washington State Parks et la branche Everett du club The Mountaineers.
En vertu d'un accord, le sentier menant au sommet est entièrement entretenu par le service des forêts des États-Unis, même s'il se trouve dans un parc d'État. C'est l'un des sentiers les plus populaires de la région en raison de son accès facile et de ses vues panoramiques sur la chaîne des Cascades à l'est et le Puget Sound à l'ouest. Certaines années, il est recouvert de neige jusqu'à la fin de l'été.